# Фьодор Ушаков
Фьодор Фьодорович Ушако̀в (на руски: Фёдор Фёдорович Ушако́в) е руски военноморски командир, командир на Черноморския флот (1790 – 1798); командир на руско-турската ескадра в Средиземно море (1798 – 1800), адмирал (1799), известен в целия Изток като непобедимият „Ушак паша“.
По собствените му думи той не е загубил нито един кораб в битки, нито един от подчинените му не е бил пленен. Ушаков спечелва пет големи морски битки и не претърпява нито едно поражение.
През 2001 г. Руската православна църква го канонизира като праведен войн Феодор Ушаков.

## Биография
Роден е 1745 г. в село Бурнаково (Ярославска област), в небогато дворянско семейство. Неговият баща Фьодор Игнатиевич Ушаков, е сержант от армията в оставка. Адмирал Ушаков завършва Морския кадетски корпус през 1766 година и служи в Балтийския флот. От 1769 година служи в Донската (Азовска) флотилия. Участва в Руско-турската война от 1768 – 1774 година.
От 1774 година командва фрегата. През 1780 година е назначен за командир на императорската яхта, но скоро се отказва от кариерата на придворен. В периода 1780 – 1782 година е командир на линейния кораб „Виктор“, който охранява в Средиземно море руските търговски кораби от пиратските действия на английския флот.
В началото на Руско-турската война от 1787 година е командир на линейния кораб „Свети Павел“. В боя при остров Фидониси, командва авангардна ескадра, която нанася поражение на превъзхождащите я турски сили. През 1789 година е произведен в чин контраадмирал. Командва от 1790 година Черноморския флот, като побеждава блестящо турския флот в Керченското морско сражение. При остров Тендра и нос Калиакра, прибягва до създаването на нова маневрена тактика, която се отличава от приетата по това време линейна тактика. (вижте Битка при Калиакра)
През 1793 година е произведен в чин вицеадмирал. По време на средиземноморския поход Ушаков (1798 – 1800) се проявява като велик флотоводец, изкусен политик и дипломат. Показва образци на организация и взаимодействие между армията и флота при овладяването на Йонийските острови и особено при остров Корфу, при освобождението от французите на Италия, по време на блокадата на Анкона и Генуа, при овладяването на Неапол и Рим. През 1800 година ескадрата на Ушаков се връща в Севастопол. Заслугите на Ушаков не били оценени от Александър I, който го назначава на второстепенна длъжност – главен командир на Балтийския гребен флот и началник на флотските команди в Санкт Петербург. През 1807 година излиза в оставка.
По време на Отечествената война от 1812 година Ушаков бил избран за началник на опълчението на Тамбовска губерния, но поради болест се отказва от длъжността. Адмирал Ушаков умира на 14 октомври 1817 година в своето имение в село Алексеевка в Мордовия. Погребан е в Санаксарския манастир в близост до град Темников. През 2001 г. Руската православна църква канонизира като праведен воин Феодор Ушаков.

## Историческо значение
Адмирал Фьодор Ушаков, според военните историци, е действал като реформатор на военноморската тактика. Без да се отклонява от общите принципи, той действал нападателно, използвайки активно маневра. Той дава на командирите на корабите известна свобода в действията, позволявайки на флота му да бъде по-маневрен. Често се използват нестандартни тактики. Например, той съсредоточава усилията си със силите на фрегатите върху посоката на основната атака. В резултат на това корабите под негово командване маневрират по-бързо и стрелят по-точно. С бързите си действия Ушаков внася хаос във вражеската линия.
Иновативните идеи на Ушаков и тяхното изпълнение произвеждат уникален ефект. Адмиралът не загубва нито една от петте битки. Славата на непобедимия Ушаков гърми в цяла Европа. Той е признат дори от британците, ревниви към собствения си авторитет в моретата. Вярно е, че те дават приоритет на известния си сънародник – Хорацио Нелсън. Едно отклонение в историята обаче показва, че Нелсън до голяма степен е следвал стъпките на Ушаков.